# ドシテイ・オブラードヴィッチ
ドシテイ・オブラードヴィッチ(セルビア語：Доситеј Обрадовић、クロアチア語：Dositej Obradović、1739年2月17日 - 1811年4月7日)は、セルビアの思想家、文学者、教育者、学者、政治家。セルビア最大の啓蒙思想家と称される。

## 生涯

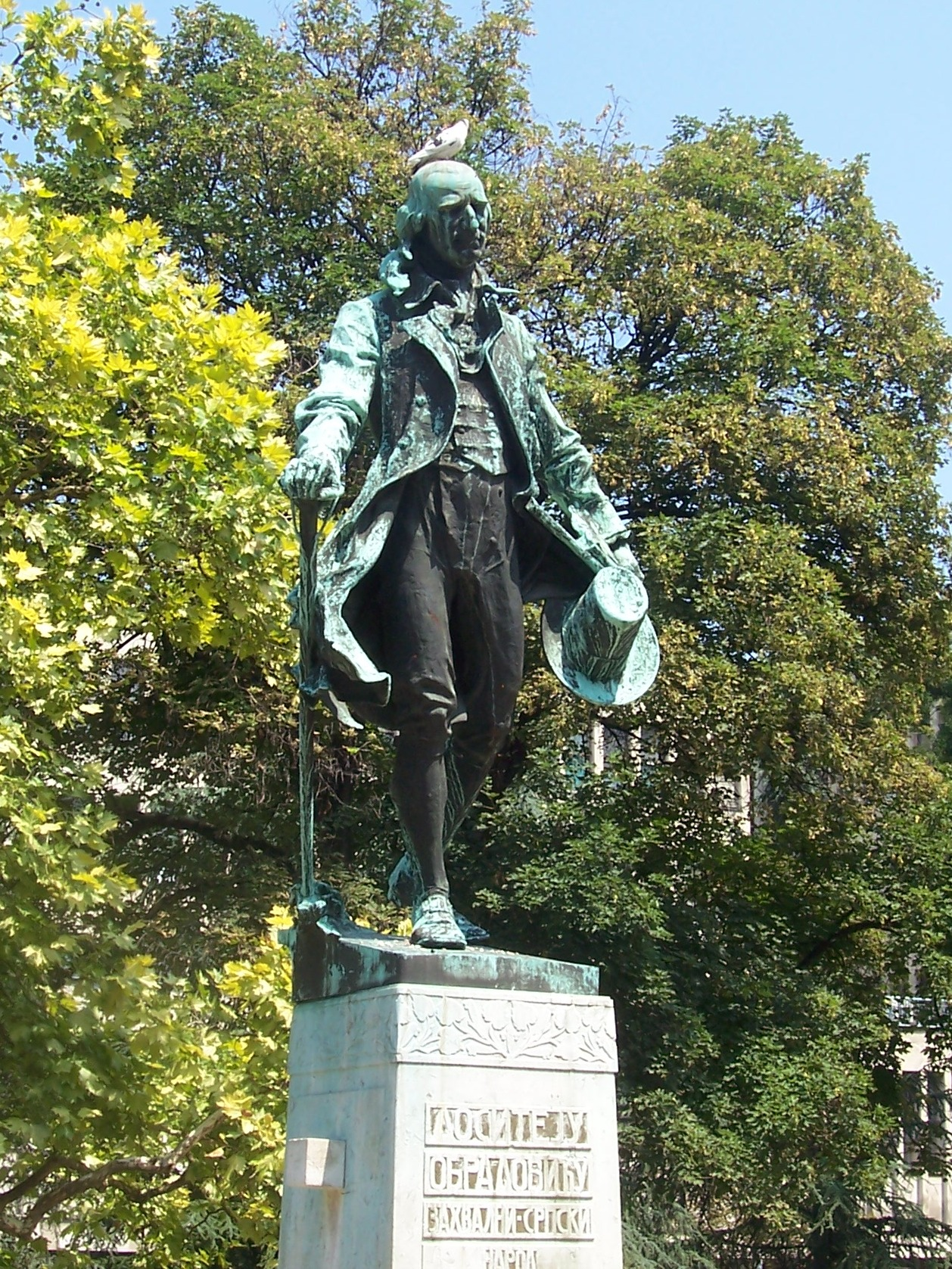
オブラードヴィッチの銅像

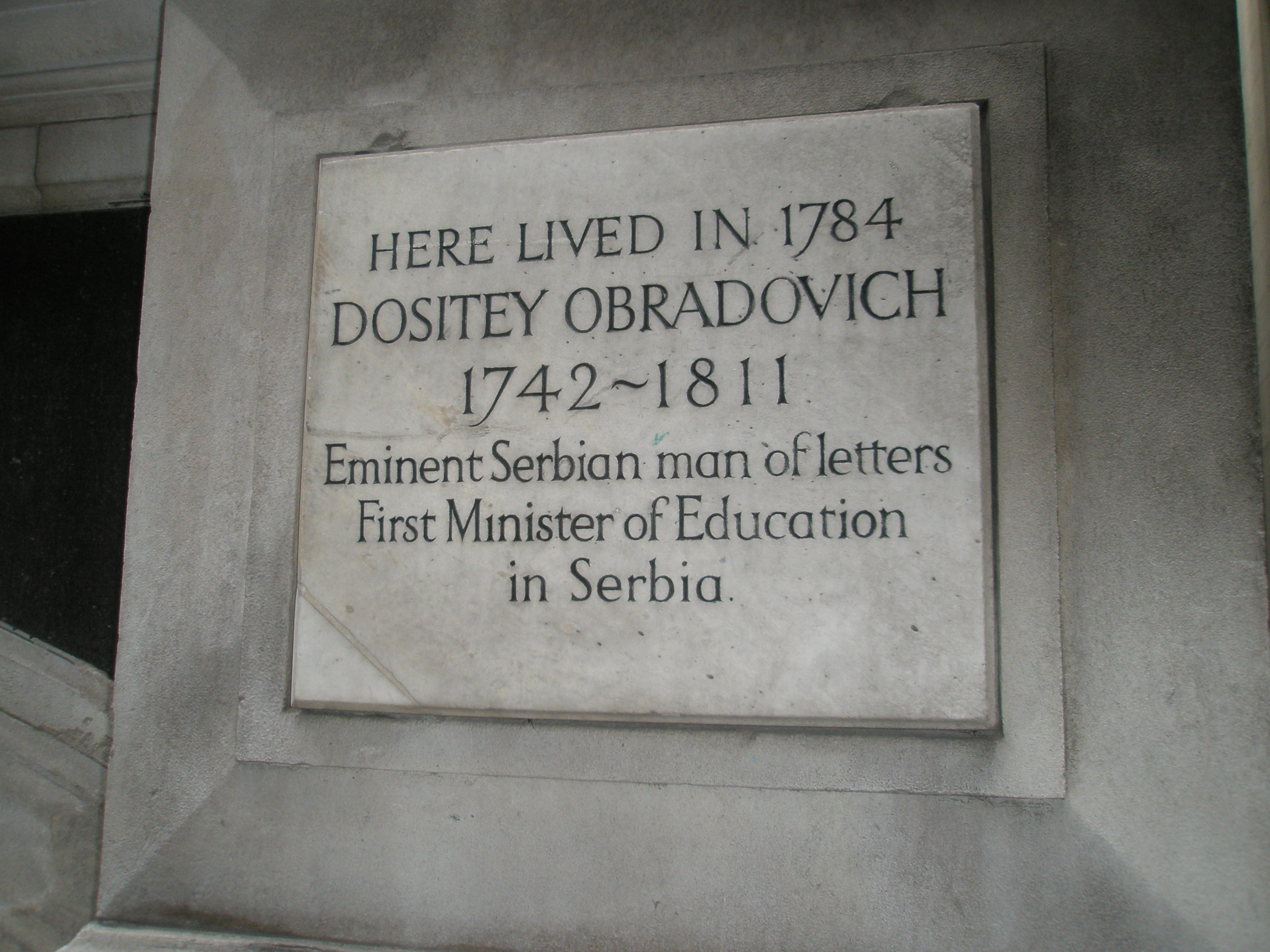
オブラードヴィッチの記念碑

ドシテイ・オブラードヴィッチは1739年2月17日に、ハプスブルク帝国内のハンガリー王国に属するバナト地域の寒村（チャコボ(Ciacova)現在はルーマニアのティミシュ県）で誕生した。オブラードヴィッチ一家は極貧であり、両親はほどなく死去した。出生地近くにあった町に移って、子供のころから商いの奉公人として弟子入りして懸命に働いた。このころに聖人に憧れを抱き、セルビア正教会の修道士になった。1761年から71年までダルマチアに滞在し、修道院で古代文学とビザンティン文化を学んだ。ラテン語、古典ギリシア語を習得して、さらにイタリア語、フランス語、ドイツ語、英語を学んだ。
その後還俗してハプスブルク帝国の首都ウィーンに赴き、フランス、イタリア、ドイツ、イギリスといった西欧諸国を回った。西欧で啓蒙思想に出会い衝撃を受け、熱心に啓蒙思想を学んだ。オブラードヴィッチはドイツのハレ大学やライプツィヒ大学に通った。のちにセルビア帰国後に西欧の啓蒙思想をセルビア語で数多く著して啓蒙思想の紹介に努めた。
東ヨーロッパや南ヨーロッパ、アナトリア半島など諸外国を回った後、セルビアに帰郷した。教育に熱心であり、高等教育機関を開学して、それから学者として言語改革に取り組んだ。食糧不足の中、飢饉に強いとされるジャガイモの普及に全力を尽くした。

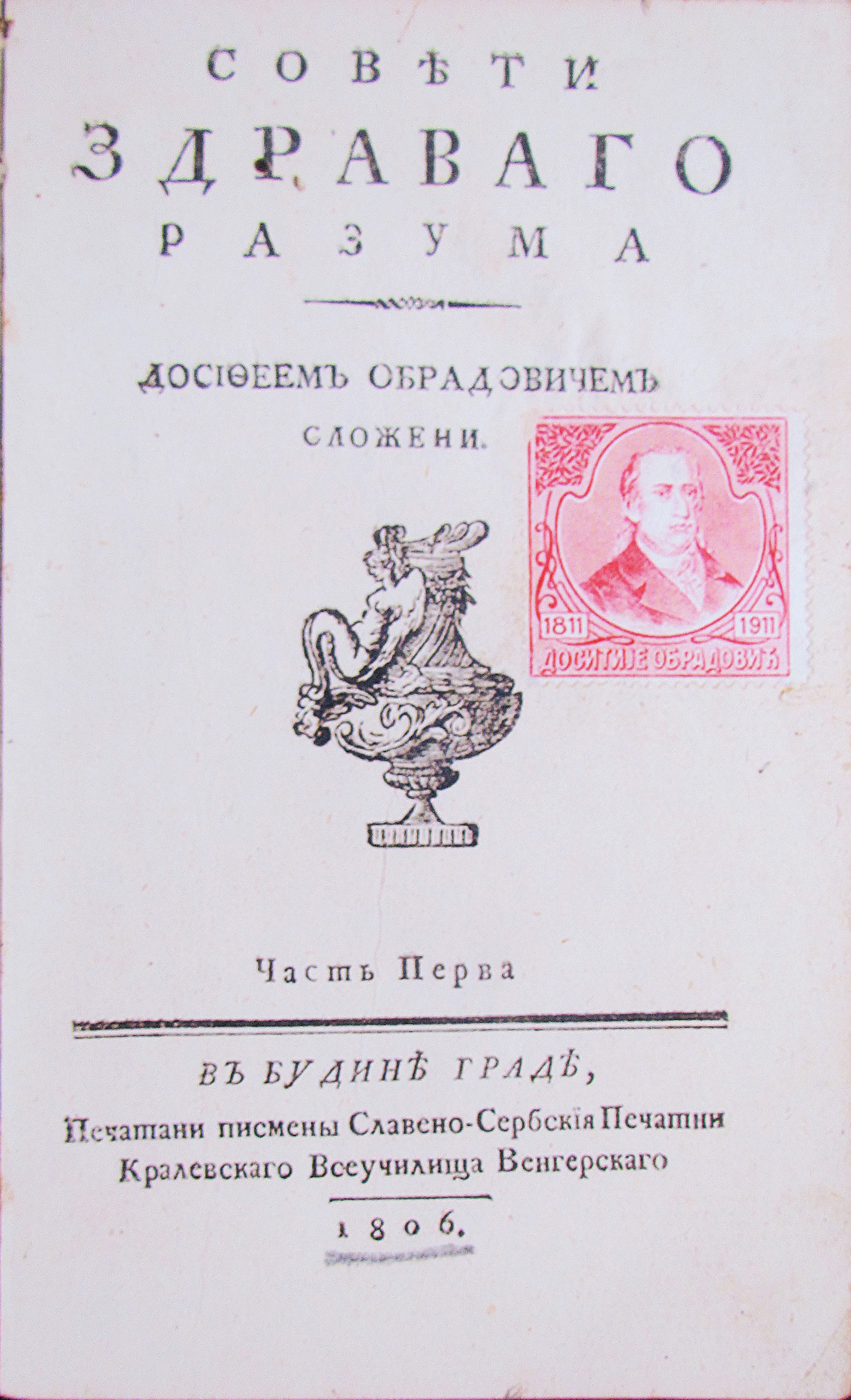
「Совети здраваго разума」 (1806年)

オブラードヴィッチは寓話集を書き、それからディオゲネス・ラエルティオス、ガイウス・スエトニウス・トランクィッルス、プルタルコスなどの古典古代の人物の伝記を著した。1804年にはセルビア民族の愛国詩「Востани Сербије」を書いた。
1807年にセルビアの最高指導者カラジョルジェに才能を買われて文部大臣に任命され、セルビア文化を教化すべく、改革に関わった。1808年にはセルビアの最高学府ベオグラード大学を創立した。在任中の1811年春にベオグラードで死去した。

## 著作
- Слово поучитељно Госп. Георг. Јоакима Цоликофера (1774年)
- Писмо Харалампију (1783年)
- Живот и прикљученија Д.О. (1783年)
- Совјети здраваго разума (1784年)
- Езопове и прочих разних баснотворцев басне (1788年)
- Песме о избавленију Сербије (1789年)
- Собраније разних наравоучителних вешчеј (1793年)
- Етика или филозофија наравноучителна (1803年)
- Востани Сербије (1804年)
- Мезимац (1818年)
- Христоитиа сиреч благи обичаи и Венац от алфавита (1826年)
- Писма (1829年)
- Ижица (1830年)